# Баґениці-Фольварк
Баґениці-Фольварк (пол. Bagienice-Folwark) — село в Польщі, у гміні Красносельц Маковського повіту Мазовецького воєводства.
Населення — 92 особи (2011).
У 1975-1998 роках село належало до Остроленцького воєводства.

## Демографія
Демографічна структура станом на 31 березня 2011 року:
|          | Загалом | Допрацездатний вік | Працездатний вік | Постпрацездатний вік |
| -------- | ------- | ------------------ | ---------------- | -------------------- |
| Чоловіки | 48      | 8                  | 34               | 6                    |
| Жінки    | 44      | 8                  | 23               | 13                   |
| Разом    | 92      | 16                 | 57               | 19                   |